# Tricentra punctata
Tricentra punctata är en fjärilsart som beskrevs av Stoll 1790. Tricentra punctata ingår i släktet Tricentra och familjen mätare. Inga underarter finns listade i Catalogue of Life.